# Chrysaethe
Chrysaethe is een kevergeslacht uit de familie van de boktorren (Cerambycidae). De wetenschappelijke naam van het geslacht werd voor het eerst geldig gepubliceerd in 1873 door Bates.

## Soorten
Chrysaethe omvat de volgende soorten:
- Chrysaethe amboroensis (Clarke, 2010)
- Chrysaethe amoena (Gounelle, 1911)
- Chrysaethe asperiventris (Bates, 1872)
- Chrysaethe atrata (Bates, 1872)
- Chrysaethe atrocephala (Fisher, 1947)
- Chrysaethe aurantipennis (Giesbert, 1991)
- Chrysaethe aurata (Bates, 1870)
- Chrysaethe aureicollis (Aurivillius, 1920)
- Chrysaethe beltiana (Bates, 1872)
- Chrysaethe cyanipennis (Bates, 1872)
- Chrysaethe globulicollis (Melzer, 1935)
- Chrysaethe iodes (Bates, 1885)
- Chrysaethe jorgei (Tavakilian & Peñaherrera, 2003)
- Chrysaethe lazzoi Clarke, 2013
- Chrysaethe ochraceicollis (Zajciw, 1965)
- Chrysaethe smaragdina (Bates, 1870)
- Chrysaethe viriditincta (Giesbert, 1991)